# X-Legged Sally
X-Legged Sally was een Belgische avant-garde rock- en jazzband die in 1988 werd opgericht door Peter Vermeersch. De band speelde een belangrijke rol in het ontstaan van veel Belgische indie-rockgroepen in de jaren negentig. Improvisatie speelde een belangrijke rol, voornamelijk tijdens liveoptredens.

## Biografie
X-Legged Sally werd oorspronkelijk opgericht om muziek te componeren bij dansproducties, zoals Immer das Selbe Gelogen, uitgebracht op cd in 1991.
Vermeersch' eerdere groep Maximalist! maakte muziek bij voorstellingen van Wim Vandekeybus en had hierdoor reeds enige internationale aandacht gekregen. Daardoor kreeg ook X-Legged Sally de kans om bv. op te treden in de bekende New Yorkse club Knitting Factory. Een nummer van dit optreden verscheen op het album Live at the Knitting Factory, vol. 4 (1990). Door de New Yorkse connectie kwam de band in contact met Bill Laswell, die de eerste twee albums van de band producete, en werden de albums internationaal verdeeld, wat in die tijd weinig gebruikelijk was voor Belgische muziek.
Het derde album Eggs and Ashes (1994) bevatte muziek uit drie verschillende dansprodukties van Wim Vandekeybus. Het bevat gastvocalen van Mauro Pawlowski die meezingt op de wals Lulu.
De muzikanten groeiden langzaam uit elkaar en in 1996 werd een afscheidsconcert gegeven in de Brugse Cactus Club. Dit concert werd opgenomen door Radio 1 en op cd uitgebracht als Fired. Desondanks verscheen in 1997 nog een nieuw album, weerom met muziek bij een voorstelling van Wim Vandekeybus.
De bandleden gingen verschillende wegen uit, maar speelden vaak nog samen in andere bands. Vermeersch en Vervloesem vormden A Group en Vermeersch richtte later Flat Earth Society op.

## Discografie
- Live at the Knitting Factory, vol. 4 (1990)
- Slow-Up (1991)
- Immer das Selbe Gelogen (1991)
- Killed By Charity (1993)
- Eggs and Ashes (1994)
- The Land of the Giant Dwarfs (1995)
- Fired (1996)
- Bereft of a Blissful Union (1997)